# Bengt Schuback
Bengt Jacob Schuback, född 15 maj 1928 i tyska Sankta Gertruds församling i Stockholms stad, död 4 december 2015 i Uppsala domkyrkoförsamling i Uppsala län, var en svensk sjömilitär (viceamiral) som var marinchef 1984–1990.

## Biografi

### Studier och karriär (fram till 1962)
Efter studentexamen i Uppsala 1947 avlade Schuback sjöofficersexamen som kursetta vid Sjökrigsskolan 1950 och utnämndes samma år till fänrik i flottan, där han befordrades till löjtnant 1952. Han studerade vid Krigshögskolan 1958–1960 och vid Sjökrigshögskolan 1960–1961, varpå han befordrades till kapten 1962. 

### Befattningar (1962 och framåt)
Från 1962 tjänstgjorde han vid staben hos chefen för Kustflottan. Han befordrades till kommendörkapten av andra graden 1966 och till kommendörkapten av första graden 1968, varefter han var chef för Planeringsavdelningen i Marinstaben 1969–1973. År 1974 befordrades han till kommendör, varpå han var chef för sjögående förband 1974–1975, studerade vid Royal College of Defence Studies i London 1975 och genomgick Chefskursen vid Försvarshögskolan 1976. Han befordrades till konteramiral 1976, varefter han var stabschef vid staben i Övre Norrlands militärområde 1976–1977 och souschef vid Försvarsstaben 1977–1978. Schuback utnämndes till viceamiral 1978 och var därefter chef för Försvarsstaben 1978–1982, militärbefälhavare för Södra militärområdet 1982–1984 och chef för marinen 1984–1990.
Efter pensioneringen ägnade Schuback en stor del av sin tid åt Stiftelsen Ymer 80, som stödjer svensk polarforskning. Han var även ordförande i Vasamuseets vänförening och inspector för den navalakademiska föreningen SjöLund.
Schuback invaldes 1967 som ledamot av Kungliga Örlogsmannasällskapet och utsågs till hedersledamot 1984. Han invaldes 1973 som ledamot av Kungliga Krigsvetenskapsakademien.

## Familj
Schuback var son till avdelningschef Erik Schuback och Elsa Lundén. Han var från 1952 gift med Ann-Mari (född Hagström 1928). Bengt Schuback är begravd på Galärvarvskyrkogården i Stockholm.

## Utmärkelser
- Riddare av första klassen av Svärdsorden, 6 juni 1968.[13]